# Museo Arqueológico de Kárpatos
El Museo Arqueológico de Kárpatos es un museo de Grecia ubicado en la capital de la isla de Kárpatos, perteneciente al archipiélago del Dodecaneso. Está en funcionamiento desde 2005.
Se encuentra en un ala de un edificio catalogado como histórico construido durante la ocupación italiana del Dodecaneso (1926-36).  

## Colecciones
El museo contiene una colección de objetos de la isla que pertenecen a periodos comprendidos entre la prehistoria y la época bizantina.
Los objetos prehistóricos incluyen piezas del periodo neolítico como hojas de obsidiana, una figurilla femenina y otros objetos. Por otra parte hay hallazgos de una villa minoica de la parte meridional de la isla y otras piezas procedentes de otro yacimiento de la Edad del Bronce en Pigadia. Estas últimas incluyen hornos de cerámica, objetos funerarios y la reconstrucción de un enterramiento. 
Otra sección del museo expone piezas de los periodos históricos posteriores, en los que surgieron ciudades en la isla: Arcesia, Brucunta, Cárpatos y el puerto de Potideo. Entre los objetos expuestos destacan algunos procedentes de enterramientos del periodo clásico, cerámica de diversos periodos, esculturas, inscripciones históricas y la maqueta de una presa de época romana.  
Una tercera sección se centra en la época de los primitivos cristianos e incluye objetos procedentes de basílicas y asentamientos de este periodo, en el que hubo un florecimiento de la isla, tanto económico como artístico. Entre ellos se hallan elementos arquitectónicos, monedas y piezas de cerámica. También se expone la evolución de la isla durante la época bizantina posterior, hasta el fin de la época medieval. Los objetos de esta subsección incluyen un fresco del siglo XIII.
|                      |
| Recipientes minoicos |

|                                                                                      |
| Reconstrucción de la disposición del ajuar de un enterramiento de la Edad del Bronce |

|                                                                       |
| Estatua de Afrodita o de una ninfa, del periodo helenístico o romano. |

|                                                       |
| Relieve de un soldado romano, procedente de Brucunta. |

|                                                                              |
| Mosaico de una basílica de los primitivos cristianos, procedente de Arcesia. |